# Per-Håkan Hansson
Per-Håkan Johannes Hansson, född den 19 februari 1945, var en svensk jurist som var lagman i Haparanda tingsrätt från 1998 till sin pension 2010.
Hansson blev lagman i Haparanda tingsrätt 27 augusti 1998 efter att varit rådman i tingsrätten från 1982 och från 1981 i Luleå tingsrätt.